# Нова Весь-Немчанська
Нова Весь-Немчанська (пол. Nowa Wieś Niemczańska, нім. Neudorf bei Bad Dirsdorf) — село в Польщі, у гміні Немча Дзержоньовського повіту Нижньосілезького воєводства.
Населення — 389 осіб (2011).
У 1975-1998 роках село належало до Валбжиського воєводства.

## Демографія
Демографічна структура станом на 31 березня 2011 року:
|          | Загалом | Допрацездатний вік | Працездатний вік | Постпрацездатний вік |
| -------- | ------- | ------------------ | ---------------- | -------------------- |
| Чоловіки | 185     | 25                 | 146              | 14                   |
| Жінки    | 204     | 40                 | 121              | 43                   |
| Разом    | 389     | 65                 | 267              | 57                   |